# Serenity (banda)
Serenity es una formación austriaca de metal sinfónico con cortes de metal progresivo y power metal, surgida en 2001. A lo largo de su trayectoria cuentan con el lanzamiento de cuatro álbumes de estudio y giras europeas teloneando a bandas de la talla de Morgana Lefay, Threshold y Kamelot, además de numerosos cambios en la formación.

## Miembros

### Actuales
- Andreas Schipflinger - batería y coros (2001–)
- Georg Neuhauser - voz principal (2004–)
- Fabio D'Amore - bajo (2010–)
- Cris Tían - guitarras (2015-)

### Pasados
- Clémentine Delauney - voz femenina (2013–2015)
- Thomas Buchberger - guitarras (2004–2014)
- Matthias Anker - guitarra rítmica y voz (2001–2003)
- Stefan Schipflinger - guitarra solista (2001–2004)
- Stefan Wanker - bajo (2001–2004)
- Mario Hirzinger - teclados y coros (2001–2012)
- Simon Holzknecht - bajo (2004–2010)

## Discografía

### Álbumes
- Words Untold & Dreams Unlived (2007)
- Fallen Sanctuary (2008)
- Death & Legacy (2011)
- War of Ages (2013)
- Codex Atlanticus (2015)
- Lionheart (2017)
- Rising High (Compilation) (2019)
- The Last Knight (2020)
- Nemesis AD (2023)

### Demos
- Starseed V.R. (2002)
- Engraved Within (2005)

### Videoclips
- "Velatum" (2008)
- "The Chevalier (feat. Ailyn)" (2011)
- "When Canvas Starts to Burn" (2011)
- "Wings of Madness" (2013)
- "Follow Me" (2016)
- "Spirit In The Flesh" (2016)
- "My Final Chapter" (2016)
- "Lionheart" (2017)
- "Souls And Sins" (2019)
- "My Kingdom Comes" (2020)